# Робаткарим (шахрестан)

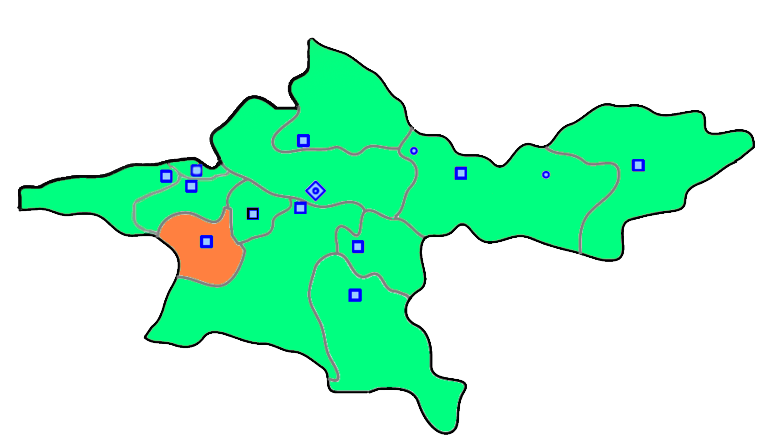
Робаткарим на карте остана Тегеран

Робаткарим (перс. شهرستان رباط‌کریم‎ — шахрестан остана Тегеран. Административный центр — город Робаткарим. Рэбат (перс. رباط‎) — караван-сарай построенный благотворителем, Карим — «щедрый» (Одно из имён Аллаха).
Бахши (районы): Меркези (центральный), Бостан, Голестан.
В 2011 году часть округа отошла ко вновь образованному округу Бехарестан. По переписи 2006 года имел население 608 530 чел.
25 июня 2003 в районе Робаткарим — произошло крушение военно-транспортного самолёта C-130.